# Equipo de Fed Cup de China
El Equipo de Copa Billie Jean King de China es el equipo representativo de China en la máxima competición internacional a nivel de naciones del tenis femenino. Su organización está a cargo de la Chinese Tennis Association.

## Historia
China compitió en su primera Fed Cup en 1981.
China compitió a nivel del Grupo Mundial entre 2007 y 2009.
China disfrutó de su mejor actuación en la Copa Billie Jean King en 2008, cuando alcanzó las semifinales.